# Ильгачев, Иван Васильевич
Иван Васильевич Ильгачев (20 декабря 1901  [2 января 1902], Чувашская Кулатка, Саратовская губерния — 2 августа 1981, Старая Кулатка, Ульяновская область) — красноармеец Рабоче-крестьянской Красной Армии, участник Великой Отечественной войны, Герой Советского Союза (1943).

## Биография
Иван Васильевич Ильгачев родился 20 декабря 1901 (2 января 1902) в селе Чувашская Кулатка. Чуваш. Получил начальное образование. Работал председателем колхоза. В июне 1941 года Ильгачев был призван на службу в Красную Армию и направлен на фронт Великой Отечественной войны. К октябрю 1943 года красноармеец Иван Ильгачев был сапёром 4-го отдельного сапёрного батальона 193-й стрелковой дивизии 65-й армии Центрального фронта. Отличился во время битвы за Днепр.
16-17 октября 1943 года Ильгачев принимал активное участие в обеспечении форсирования дивизией Днепра в районе села Каменка Репкинского района Черниговской области Украинской ССР. Под массированным вражеским огнём он протянул через Днепр канат и соорудил паром, переправив 4 противотанковых орудия, 5 батарей миномётов, а также их расчёты и боеприпасы.
Указом Президиума Верховного Совета СССР от 30 октября 1943 года за «образцовое выполнение боевых заданий командования на фронте борьбы с немецкими захватчиками и проявленные при этом мужество и героизм» красноармеец Иван Ильгачев был удостоен высокого звания Героя Советского Союза с вручением ордена Ленина и медали «Золотая Звезда» за номером 1534.
В августе 1944 года Ильгачев получил тяжёлое ранение. В 1945 году он был демобилизован. Вернулся в родное село, работал председателем колхоза, затем сельского совета. Впоследствии переведён в Старую Кулатку на работу заведующим дорожным отделом Старокулаткинского райисполкома Ульяновской области. Умер 2 августа 1981 года, похоронен в Старой Кулатке.

## Награды
- Герой Советского Союза (медаль «Золотая Звезда» № 1534 и орден Ленина; 30.10.1943)[5]
- медали, в том числе:
  - «За отвагу» (29.9.1943)[6].